# アシンメトリー (スガシカオの曲)
「アシンメトリー」は、スガシカオの13枚目のシングル。2002年5月29日発売。

## 解説
- キティ時代に発売された作品では最後のシングル。
- シングルでは最大のセールスを記録。

## 収録曲
（全作詞・作曲：スガシカオ／編曲：スガシカオ、森俊之）
1. アシンメトリー
  - フジテレビ系ドラマ『整形美人。』主題歌

桑田佳祐（サザンオールスターズ）がフジテレビ系で2009年6月29日に放送された自身の冠番組「桑田佳祐の音楽寅さん 〜MUSIC TIGER〜」内の「寅さんが選んだ21世紀ベストソング20」の19位にこの曲を挙げ、カラオケでコスプレしながら歌唱した。
2. 深呼吸
  - サッポロビール「北海道生搾り」CMソング
3. アシンメトリー（Backing Track）

## 演奏
アシンメトリー
- スガシカオ：Vocal, Guitar, Bass
- 森俊之：Keyboards, Manipulation

深呼吸
- スガシカオ：Vocal, Acoustic Guitar
- ミッキー：Electric Guitar
- 上田禎：Keyboard
- 坂本竜太：Bass
- 橋本航 (PE'Z)：Drums
- 森俊之：Pro Tools Edit

## 収録アルバム
- SMILE (#1)
- ALL SINGLES BEST (#1)
- BEST HIT!! SUGA SHIKAO -1997〜2002- (#1)